# Bécsújhelyi béke
A bécsújhelyi béke Hunyadi Mátyás és III. Frigyes német-római császár közötti háború kapcsán 1463. július 19-én létrejött szerződés.

## Tartalma
A szerződést előkészítő megbeszéléseken Mátyás királyt teljes jogú „főtárgyalója”, Vitéz János bíboros, esztergomi érsek, kancellár képviselte.
A szerződés szerint III. Frigyes fiává fogadta Mátyást, és szövetséget kötöttek a törökök ellen. A császár használhatta a magyar királyi címet, és megtarthatta a határi menti várakat és mezővárosokat. Az egyezség része volt az is, hogy amennyiben Mátyás törvényes fiú utód nélkül halna meg, a magyar trónt Frigyes fia, Miksa főherceg örökli. Mátyás 80 000 forint ellenében visszakapta a Szent Koronát és az 1441-ben elzálogosított Pozsonyt. A Szent Korona visszaszerzésével legitimálta uralmát.
A szerződést 1463. október 22-én II. Piusz pápa is megerősítette.

## Szerződéskötők
|                       |                                  |                         |               |
| Vitéz János kancellár | III. Frigyes német-római császár | I. Mátyás magyar király | II. Pius pápa |

## Kapcsolódó szócikk
- Pozsonyi béke (1491)